# 平泉镇 (镇原县)
平泉镇，是中华人民共和国甘肃省庆阳市镇原县下辖的一个乡镇级行政单位。

## 行政区划
平泉镇下辖以下地区：
麻王村、坪边村、洪河村、姚川村、秦铺村、文洼村、马洼村、八山村、上刘村、南徐村、黄岔村、景家村、虎泉村、湫池村、寺府村和赤马村。